# Misanthropic
Misanthropic är den tredje EPn av svenska death metal-bandet Dismember, som gavs ut den 20 juni 1997 av Nuclear Blast Records.

## Låtförteckning
1. "Misanthropic" - 02:58
2. "Pagan Saviour" - 03:53 (Autopsy cover)
3. "Shadowlands" - 03:30
4. "Afterimage" - 04:32
5. "Shapeshifter" - 04:39

## Banduppsättning
- Matti Kärki - sång
- David Blomqvist - gitarr
- Robert Senneback - gitarr
- Richard Cabeza - bas
- Fred Estby - trummor, producent